# Dilemas, amores y dramas
Dilemas, amores y dramas è una raccolta dei Fangoria, pubblicata il 19 ottobre 2003 dalla Subterfuge, composto da due differenti dischi ciascuno contenente 13 tracce.
Nel primo disco sono stati inseriti diversi brani già incisi nei precedenti album del gruppo e qualche inedito, mentre nel secondo disco sono presenti remix di canzoni dei Fangoria.

## Tracce

### CD 1
| #   | Títolo                              |      |
| --- | ----------------------------------- | ---- |
| 1.  | "Rasputín"                          | 5:10 |
| 2.  | "Sueño nro. 7" (con Intronautas)    | 4:07 |
| 3.  | "Mi gran noche" (con Dr. Explosión) | 4:00 |
| 4.  | "Jason y tú"                        | 3:58 |
| 5.  | "Electricistas"                     | 4:08 |
| 6.  | "Me odio cuando miento"             | 4:48 |
| 7.  | "Rumore"                            | 4:31 |
| 8.  | "No sé qué me das"                  | 4:35 |
| 9.  | "Eternamente inocente"              | 3:43 |
| 10. | "Hombres"                           | 4:03 |
| 11. | "Más que una bendición"             | 3:43 |
| 12. | "Me conformo"                       | 3:27 |
| 13. | "Nada es lo que parece"             | 3:44 |

### CD 2
| #   | Titolo                                                   | Remixata da     |      |
| --- | -------------------------------------------------------- | --------------- | ---- |
| 1.  | "Cebras" (con Lemon Fly)                                 | Madelman)       | 3:55 |
| 2.  | "No será"                                                | The Congosound  | 4:42 |
| 3.  | "A tu lado"                                              | Astrud          | 4:52 |
| 4.  | "Contradicción"                                          | Mastretta)      | 3:30 |
| 5.  | "Acusada, juzgada y condenada"                           | Omen            | 6:21 |
| 6.  | "Electricistas"                                          | JLF             | 8:10 |
| 7.  | "Abre los ojos"                                          | Plastilina Mosh | 3:39 |
| 8.  | "Cenizas de sangre"                                      | Zeta            | 3:51 |
| 9.  | "Incendio y saqueo de un corazón"                        | Fangoria        | 5:35 |
| 10. | "No sé qué me das" (Lost remix)                          | + d lo mismo    | 5:08 |
| 11. | "Eternamente inocente" (Eramos trans/perfectos)          | Javier García   | 3:52 |
| 12. | "Hombres" (Are you men electric?)                        | Big Toxic       | 4:38 |
| 13. | "¿Por qué todo ha de ser color de rosa?" (Hamburg remix) | Spunky          | 4:24 |